# Mord i smøgen
Mord i smøgen er en novellesamling af Agatha Christie. Den udkom første gang i 1937 som Murder in the Mews, men blev først udgivet i Danmark i 1972. Den danske version indeholder kun tre fortællinger, der alle er længere end en typisk novelle, mens en fjerde fortælling fra den oprindelige engelske udgave, "Dead Man´s Mirror er udeladt.
I titelnovellen er der et overraskende tæt samarbejde mellem Hercule Poirot og "kriminalassistent Japp" , der forsøger at bevise, at en ung kvindes tilsyneladende selvmord på Guy Fawkes aften i virkeligheden er en mordgåde.
Hvis det er mord, er der imidlertid kun 3 mulige mistænkte, hvor de to har et fuldstændigt sikkert alibi. Erfarne læsere af Christie er dog klar over, at der kan være tale om én af de sager, hvor der er et afgørende falskt spor, og disse læsere har formentlig ret.
Hercule Poirot og den umulige forbrydelse (en: The incredible Theft) er en udvidet version af en ældre novelle, "The Submarine Plans". Læsere, der måtte forvente en mordgåde bliver skuffede, men vil finde en del mystik i forbindelse med et tyveri af nogle vigtige dokumenter.
Trekanten på Rhodos (en: Triangle at Rhodes) er et jalousidrama, hvor utroskab fører til mord; men Poirot, som har fulgt optakten til dramaet på nært hold, lader sig ikke narre og opklarer sagen.  Novellen er forlæg for plottet i Solen var vidne, (en: Evil Under The Sun), en roman fra 1941

De tre noveller indgår alle i TV-serien om Hercule Poirot med David Suchet i hovedrollen. De er indspillet i seriens 1. sæson, 1989 og senere udgivet på DVD 